# Wisselrichter

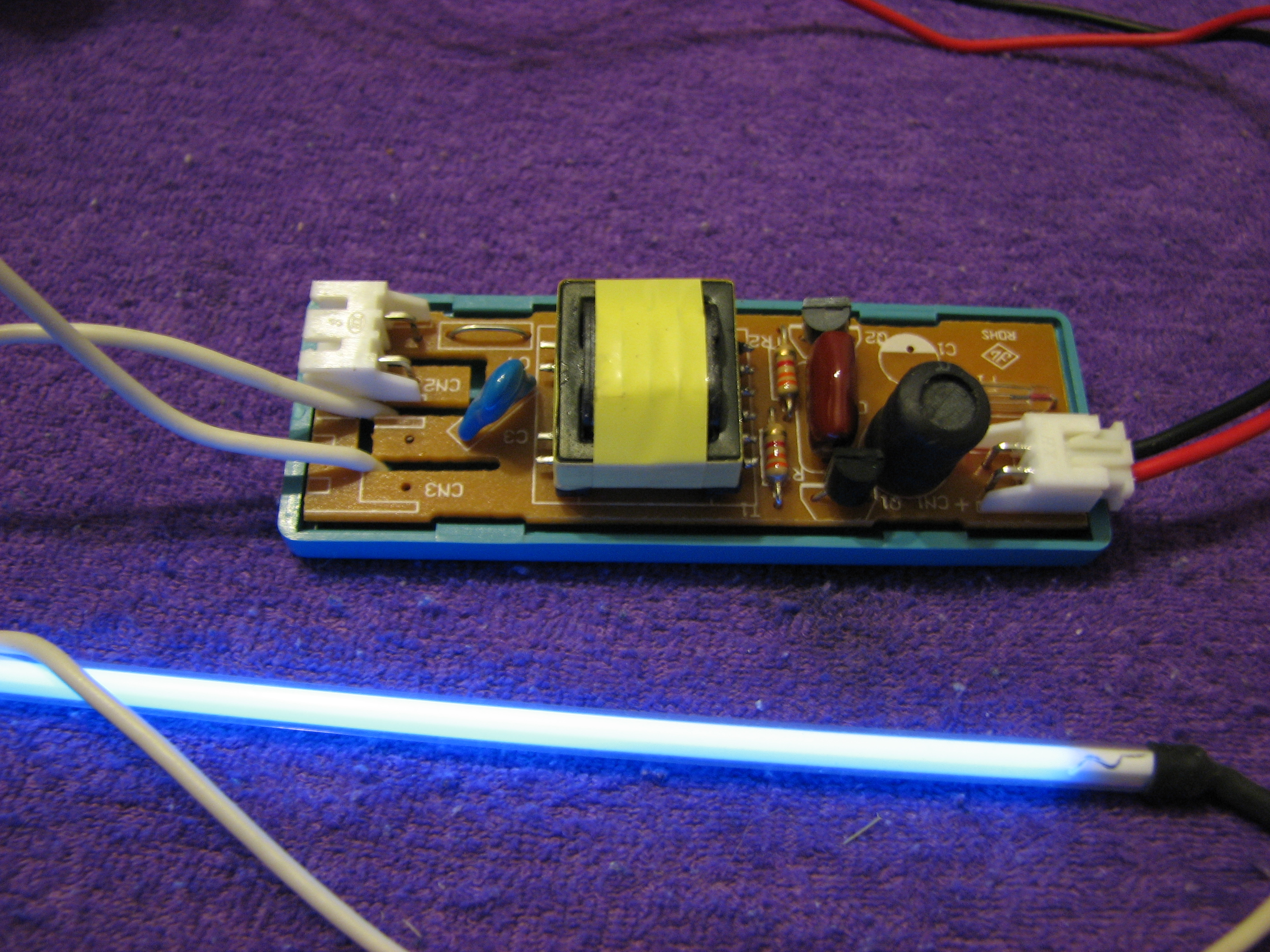
Een wisselrichter voor een cold cathode fluorescent lamp (CCFL), koude kathode fluorescentielamp).

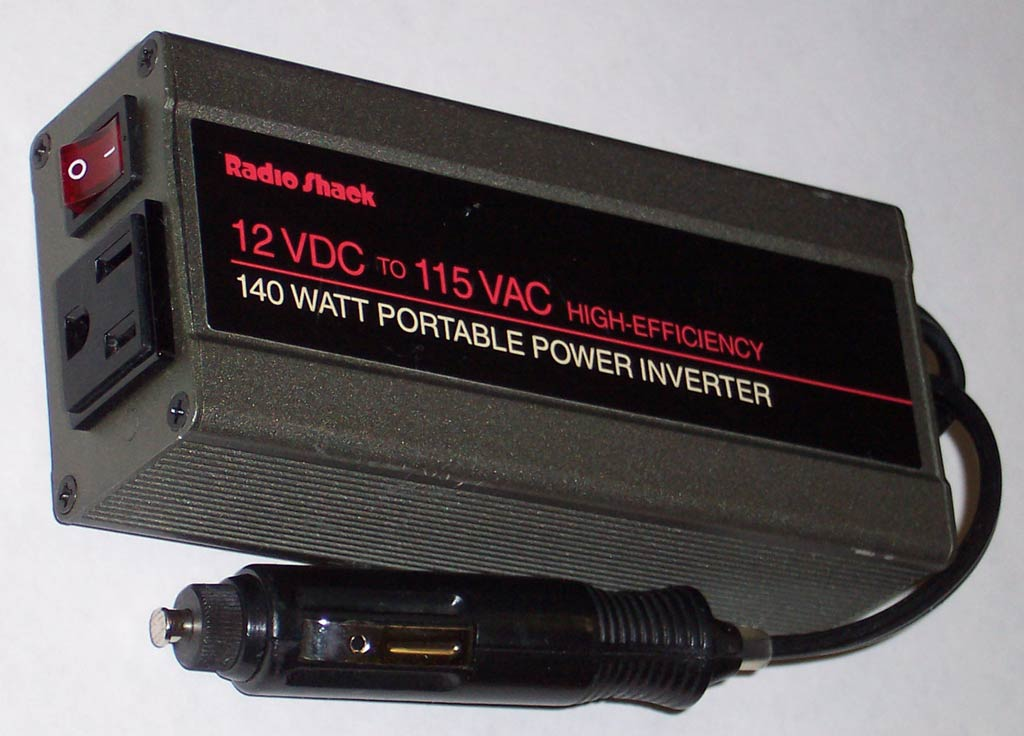
Deze wisselrichter voor in de auto levert 115 V wisselstroom en gebruikt 12 V gelijkstroom

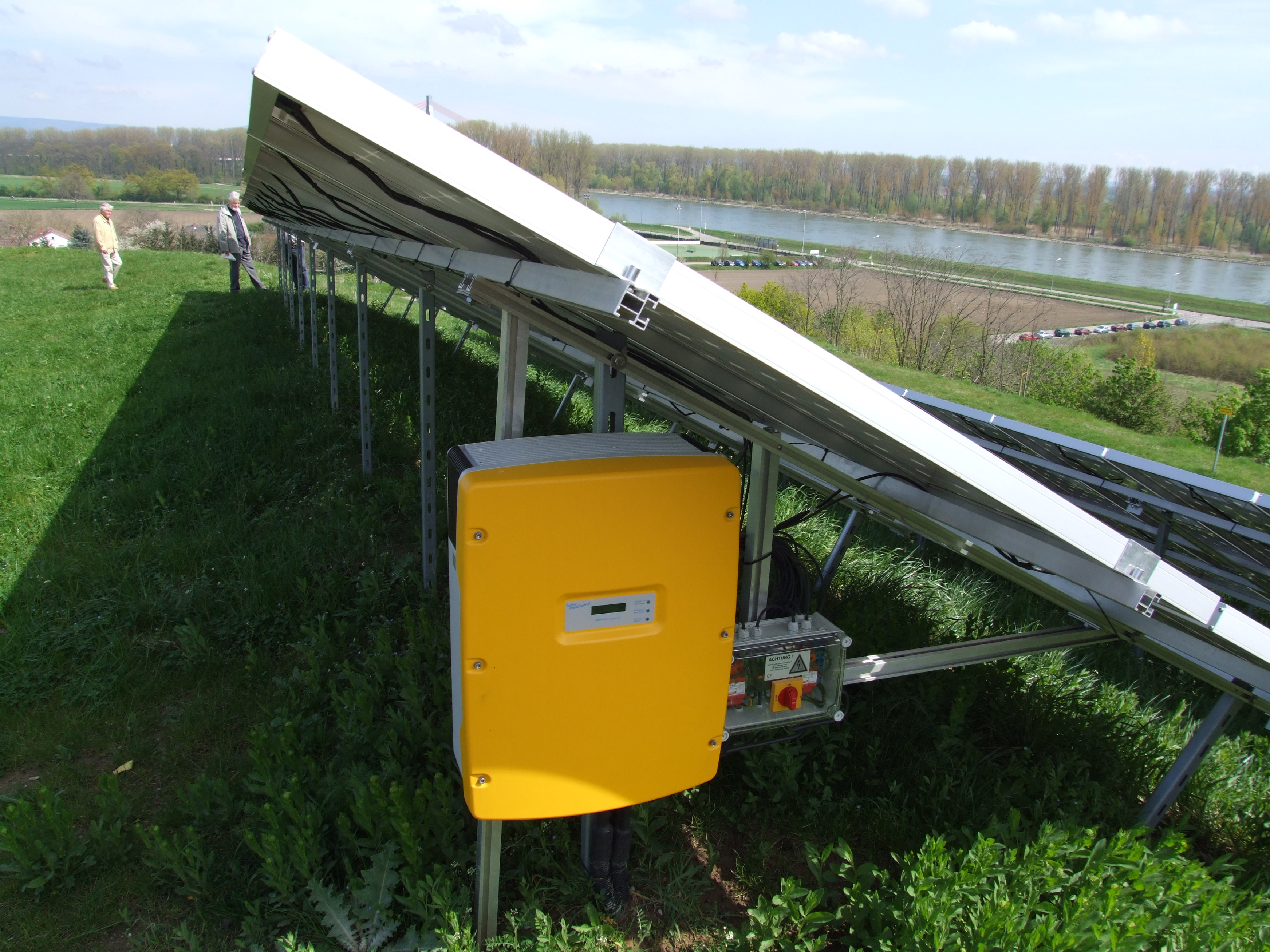
Een omvormer voor het fotovoltaïsch systeem

Een wisselrichter (ook wel omvormer of inverter genoemd) is een elektronische schakeling die gelijkstroom omzet in wisselstroom (daarom vaak gedefinieerd als een DC/AC-convertor) en dit, afhankelijk van de instellingen, in elke gewenste spanningsvorm, stroomsterkte, pulstal en pulsfrequentie.

## Achtergrond
De moderne wisselrichter is een half- of volgestuurde brugmutatorschakeling bestaande uit daartoe geschikte halfgeleidercomponenten als MOSFET, IGBT, thyristor en gate turn-off thyristor. Deze niet-inverterende wisselrichtermutatoren verzorgen de energielevering voor het één- of driefasige net met een door vermogensregeling omzetten van gelijkspanning naar wisselspanning in een vaste spanning/frequentie/puls-verhouding.
Er moet aan de volgende voorwaarde worden voldaan: de mutatorhalfgeleiders (zoals thyristoren en IGBT's) moeten worden ontstoken wanneer de netspanning negatief is. Thyristoren in een mutator kunnen alleen maar positieve stroom doorlaten in één richting (zoals in de schema's weergegeven met het driehoekig halfgeleidersymbool: de thyristorpijl). De netspanning en netstroom hebben dan – wegens geleidende thyristors – tegengestelde tekens (uN < 0 tegenover iN > 0), waarmee het vermogen (afgeleid van P = U × I) dat het net levert negatief is, dus pN < 0. Dit betekent dat het elektriciteitsnet energie opneemt uit deze (nu leverende) gelijksspanningsbelasting, welke gevoed wordt door bijvoorbeeld een mechanisch aandrijvende krachtbron of een zonnecelsysteem.

## Toepassingen

### Gelijkstroomvoeding voor wisselstroomapparatuur
Een wisselrichter zet gelijkspanning (die doorgaans geleverd wordt door batterijen en accu's) om in wisselspanning. Daardoor kunnen apparaten die normaal gesproken op de wisselspanning van het lichtnet werken ook op een gelijkstroomvoeding aangesloten worden, bijvoorbeeld in een auto, boot of caravan.

### PV panelen of fotovoltaïsche cellen
Fotovoltaïsche cellen (zonnecellen) en brandstofcellen leveren gelijkstroom. Met behulp van wisselrichters wordt deze gelijkspanning omgezet in wisselspanning. Worden zonnecellen op het lichtnet aangesloten, zoals bij particuliere installaties steeds het geval is, dan moet de opgewekte spanning gelijk zijn aan de netspanning, in Europa 230 V, en bovendien moet de fase overeenkomen. Een dergelijke wisselrichter werkt meestal niet als de netvoeding wegvalt.

### Noodstroomverbindingen
Soms gebruikt een noodstroomvoeding accu's om elektriciteit op te slaan. Als het elektriciteitsnet uitvalt, kunnen deze (gelijkstroom)accu's wisselstroom leveren met behulp van een inverterende wisselrichter. Als het elektriciteitsnet weer werkt worden de accu's met behulp van een gelijkrichter opgeladen.

### Inductieverwarming
Wisselrichters worden met name gebruikt om netstroom, die een lage frequentie heeft (bijvoorbeeld 50 Hz in Nederland), om te zetten in stroom met een hogere frequentie die bij inductieverwarming wordt gebruikt. Daarvoor moet de wisselstroom eerst met een gelijkrichter in gelijkstroom worden omgezet. Daarna wordt in deze wisselrichters de gelijkstroom omgezet in wisselstroom met de hogere frequentie.

### Hoogspanningsgelijkstroom
Voor het transport van hoogspanningsgelijkstroom wordt wisselstroom eerst omgezet in gelijkstroom. Na het transport door hoogspanningskabels wordt de gelijkstroom op de plaats van aankomst in een transformatorstation omgezet in wisselstroom. Daarbij worden wisselrichters gebruikt. De NorNed-kabel tussen Noorwegen en Nederland is een voorbeeld van een hoogspanningsgelijkstroomverbinding.

### Door variabele frequentie geregelde aandrijving
Een frequentieregelaar regelt de snelheid van een wisselstroommotor door de frequentie en de spanning van de voeding van de motor te regelen. De wisselrichter levert dus elektrische stroom met de gewenste eigenschappen. Omdat de wisselrichter ingangsgelijkstroom nodig heeft, wordt er vaak een gelijkrichter tussen het elektriciteitsnet en de wisselrichter aangesloten. Omdat de wisselrichter het belangrijkste onderdeel van het apparaat is, wordt het soms een inverter drive of inverter genoemd. Voorbeeld hiervan is de "inverter airconditioner".

### Aandrijving van elektrische voertuigen
In sommige elektrische locomotieven en diesel-elektrische locomotieven worden tegenwoordig wisselrichters ofwel frequentieregelaar gebruikt die de snelheid van de motoren regelen. Ze worden ook toegepast in elektrische auto's en hybride auto's zoals de Toyota Prius. Veel ontwikkelingen in de wisselrichterinvertertechnologie zijn tot stand gekomen bij het verbeteren van elektrische auto's.

## Beschrijving van het wisselrichtercircuit

### Basisontwerp
In een eenvoudig wisselrichtercircuit wordt de gelijkstroom met de middenaftakking van de primaire spoel van een transformator verbonden. Een stroomwisselaar wordt snel heen- en weer geschakeld. De stroom in de spoel gaat eerst de ene en daarna de andere kant op. Het veranderen van de richting van de stroom in de primaire spoel van de transformator wekt wisselstroom in de secundaire spoel op. Deze schakeling is het eerste door Philips uitgevonden en wordt trilleromvormer genoemd.
De elektromechanische versie van deze stroomwisselaar of wisselrichter bevat als trilleromvormer bijvoorbeeld twee statische contacten en een bewegend contact met een veer. De veer houdt het beweegbare contact tegen een van de statische contacten aan. Een elektromagneet trekt het beweegbare contact naar het statische contact aan de andere kant. De stroom in de elektromagneet wordt onderbroken door deze beweging van de schakelaar. Door de veer schiet de schakelaar weer terug op zijn plaats en wordt de elektromagneet dus weer actief. Daardoor schakelt de schakelaar continu snel heen en weer. Deze elektromechanische wisselrichterschakelaar heet een trilleromvormer, vibrator of buzzer. Het werd vroeger in vacuümbuizen van autoradio's gebruikt. In deurbellen werd net zo'n systeem toegepast.
Toen transistor- en andere halfgeleiderschakelaars beschikbaar kwamen, werden ze in het ontwerp van wisselrichters of in wisselrichtercircuits opgenomen.

### Golfvormen van een wisselrichter

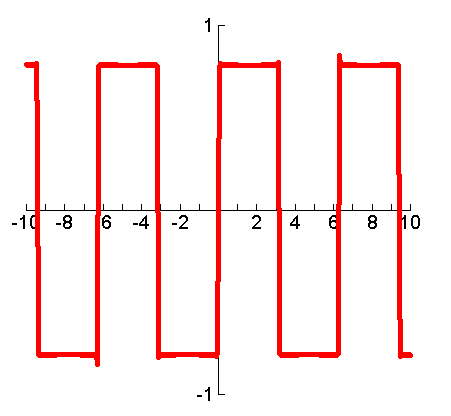
Deze benadering van een blokgolf is de som van 500 sinusgolven

De schakelaar van de eenvoudige wisselrichter die hierboven beschreven is produceert wisselstroom in de vorm van een blokgolf, terwijl een wisselstroomgolf eigenlijk een sinusvorm heeft. Met behulp van fourieranalyse kunnen periodieke golfvormen worden geanalyseerd. Daaruit blijkt dat blokgolven als de som van een oneindige reeks sinusgolven beschouwd kunnen worden. De sinusgolf met dezelfde frequentie als de blokgolf wordt de grondcomponent genoemd. De andere sinusgolven zijn de harmonischen. Ze hebben frequenties die een veelvoud zijn van de grondcomponent.

Deze animatie begint met een sinusgolf. Er worden een aantal sinusgolven met andere frequenties toegevoegd om te laten zien dat een blokgolf uit sinusgolven is samengesteld.

De kwaliteit van de golfvorm van de wisselrichter kan worden uitgedrukt in de totale harmonische vervorming. De fourieranalyse levert de benodigde gegevens over de golf en daarna kan de berekening gemaakt worden. De totale harmonische vervorming is de wortel van de som van de kwadraten van alle aanwezige harmonische spanningen gedeeld door de basisspanning:
{\displaystyle {\mbox{THD}}={{\sqrt {V_{2}^{2}+V_{3}^{2}+V_{4}^{2}+\cdots +V_{n}^{2}}} \over V_{1}}}
Hoe hoog de kwaliteit van de golfvorm van een wisselrichter moet zijn, hangt af van de eigenschappen van de energieverbruikers die aangesloten zijn. Sommige apparaten hebben elektriciteit met een bijna perfecte sinuscurve nodig om goed te werken. Andere apparaten werken behoorlijk op blokgolfvormige spanning.

### Aanpassen van de blokgolf
Bij het ontwerpen van wisselrichters worden veel verschillende elektrische-circuittopologieën (samenstelling en opbouw van elektrische circuits) en regelsystemen gebruikt. Het ontwerp is afhankelijk van het doel waarvoor de wisselrichter gebruikt moet worden.
De kwaliteit van de golfvorm kan op verschillende manieren verbeterd worden. Condensators en inductoren kunnen worden gebruikt om de golfvorm te filteren. Als een transformator deel uitmaakt van het ontwerp, kan er aan beide kanten van de transformator gefilterd worden, of alleen aan de primaire of secundaire kant. Laagdoorlaatfilters worden toegepast om een uitvoer te krijgen waarin de grondcomponent van de golfvorm doorgelaten wordt, terwijl het doorstromen van de harmonische componenten zo veel mogelijk beperkt wordt. Als een wisselrichter ontworpen wordt om elektriciteit bij een vastgestelde frequentie te leveren, kan een resonantiefilter worden gebruikt. Als de frequentie van een wisselrichter ingesteld moet kunnen worden, moet de filter op een frequentie boven de maximale grondfrequentie afgestemd worden.

#### Pulsbreedtemodulatie
Uit fourieranalyse blijkt dat een golfvorm die antisymmetrisch is om het 180 graden punt (bijvoorbeeld een blokgolf) alleen oneven harmonischen bevat: de derde, vijfde, zevende enz. Golven met stappen van een bepaalde breedte en hoogte drukken andere harmonische golven weg. Daardoor kunnen alle harmonischen die deelbaar zijn door drie verwijderd worden door bijvoorbeeld een stap met een spanning van nul tussen het positieve en negatieve deel van de blokgolf in te voegen. De volgende harmonischen worden dan verwijderd: 3e, 9e enz. De volgende harmonischen zijn nog niet verwijderd: 5e, 7e, 11e enz. Om dit te bereiken moet de breedte van de positieve en negatieve spanningsstappen een derde van de periode zijn en de breedte van elke nulspanningsstap een zesde van de periode.
De blokgolf op die manier aanpassen, is een voorbeeld van pulsbreedtemodulatie (PBM). Het is een methode die vaak wordt gebruikt om de uitgangsspanning van een wisselrichter te regelen. Dat wordt gedaan door de breedte van de blokgolf (de puls) te regelen. Als de spanning niet geregeld hoeft te worden, kan een vaste pulsbreedte worden gekozen om bepaalde harmonischen te laten afnemen of te laten verdwijnen. In het algemeen wordt deze techniek toegepast om de laagste harmonischen te verwijderen, want filteren (een andere methode) is efficiënter bij hoge dan bij lage frequenties. Als er sprake is van meervoudige pulsbreedte (een draaggolf), dan worden PBM-methodes toegepast die golfvormen produceren die uit een groot aantal smalle pulsen bestaan. De frequentie (het aantal smalle pulsen per seconde) wordt de schakelfrequentie of draaggolffrequentie genoemd. Deze regelmethoden worden vaak in wisselrichters gebruikt die motorsnelheden regelen door de frequentie aan te passen. Deze wisselrichters kunnen veel verschillende uitgangsspanningen en frequenties leveren, terwijl ze tegelijkertijd de kwaliteit van de golfvorm verbeteren.
Dit type omvormer wordt ook in zonnepaneelomvormers gebruikt, als vermogen aan het net geleverd wordt. Voor 230 volt netten wordt er eerst door middel van een DC-DC converter uit de zonnepaneelspanning 400 volt gelijkspanning opgewekt, die vervolgens door een PBM wisselrichter in netspanning wordt omgezet. Aan de uitgang zijn filters opgenomen om de schakelfrequentie te onderdrukken. Er zijn speciale regelaars nodig, die de PBM bijregelen, omdat het circuit parallel aan de netspanning staat, om een stroombegrenzing te verkrijgen. De schakelfrequentie wordt boven de gehoorgrens gekozen, dus groter dan 20 kHz.

#### Multilevel wisselrichters
Multilevel wisselrichters schakelen harmonischen op een andere manier uit. Ze hebben een getrapte golfvorm als uitvoer, waarbij elk spanningsniveau een trap vormt. Het is onder andere mogelijk om een golf te produceren die een sinusvorm beter benadert door een splitrailingang te gebruiken. Er worden twee gelijkstroomingangen met twee verschillende spanningen gebruikt, of een positieve en een negatieve ingangsspanning met een centrale aarde. De invoer is gelijkstroom. De uitvoer bestaat uit verschillende trappen. Het spanningsniveau van elke trap wordt bepaald door de route die de stroom door de wisselrichter aflegt. De schakelaars in de wisselrichter worden op een bepaalde manier heen en weer geschakeld om die uitvoer te regelen. De opeenvolgende trappen benaderen samen een sinusgolf.

#### Driefasige wisselrichters
Driefasige wisselrichters worden bijvoorbeeld gebruikt voor variabele frequentie gestuurde aandrijving en hoogspanningsgelijkstroomtoepassingen. Een eenvoudige driefasige wisselrichter bestaat uit drie eenfasige wisselrichterschakelaars. Elk daarvan is aangesloten op een van de drie aansluitpunten van de belasting (een motor). In het eenvoudigste schema zitten drie schakelaars. Op elke 60 graden van de grondgolfvorm van de uitvoer werkt één schakelaar. Daardoor ontstaat de uitvoer van een lijn-naar-lijn golfvorm met zes stappen. De zesstappengolf heeft een nulspanningsstap tussen het positieve en negatieve deel van de blokgolf, waardoor de harmonischen die een veelvoud zijn van drie verwijderd worden, zoals al beschreven is. Als hierop draaggolftechnieken worden toegepast, wordt de omhullingscurve of envelope van de golfvorm vastgehouden, zodat de derde harmonische en zijn veelvouden worden verwijderd.
Voor het maken van wisselrichters met een groter vermogen kunnen twee driefasige zesstapswisselrichters met elkaar verbonden worden. Ze worden parallel aangesloten voor een grotere stroomsterkte of in serie voor een hogere spanning. In beide gevallen zijn de golfvormen verschoven wat de fase betreft om een golfvorm met twaalf stappen te krijgen. Door nog een wisselrichter toe te voegen krijgen we een achttienstappenwisselrichter, enzovoort. Dit wordt gedaan om de spanning of stroomsterkte te vergroten, maar daarmee wordt de kwaliteit van de golfvorm ook verhoogd.

### Tegenkoppelingen
Vanwege de inductie in het circuit worden vaak tegenkoppelingen of antiparallelle diodes aangesloten. Ze worden over elke halfgeleiderschakelaar aangesloten. Daardoor heeft de inductie van de belastingsstroom een uitweg als de halfgeleider uitgeschakeld is. De antiparallelle diodes lijken enigszins op vrijloopdiodes, die gebruikt worden in gelijkrichters.

## Geschiedenis van de wisselrichter
Van het eind van de negentiende eeuw tot het midden van de twintigste eeuw werd met behulp van roterende omzetters (motor-generatorcombinaties) gelijkstroom in wisselstroom omgezet. Sinds het begin van de twintigste eeuw werden vacuümbuizen en gasbuizen in wisselrichters gebruikt. De meest gebruikte buis was de thyratron.
Waarom naast wisselrichter ook het woord inverter (een apparaat met de omgekeerde werking) wordt gebruikt blijkt uit de geschiedenis van deze omvormer. Vroeger bestond een 'gelijkrichter' uit een inductiemotor of synchroonmotor, die rechtstreeks met de generator (dynamo) verbonden was. Met de commutator van de generator kon de stroom op het juiste moment omgedraaid worden, zodat er gelijkstroom geproduceerd werd. Daarna kwam de synchroonconverter. Daarin waren de motor en generator in dezelfde rotor opgenomen, met sleepringen aan de ene en de commutator aan de andere kant, en maar één veldframe. Ook dan wordt wisselstroom in gelijkstroom omgezet. Een motor-generatorcombinatie produceerde gelijkstroom, maar in zekere zin onafhankelijk van de wisselstroom. Een synchroonomzetter maakt gelijkstroom bij wijze van spreken op een mechanische manier uit wisselstroom. Met de juiste hulpstukken en regelapparatuur kan een motor-generatorcombinatie ook andersom werken, waarbij gelijkstroom in wisselstroom wordt omgezet. Daarom is een wisselrichter eigenlijk een omgedraaide converter.
De eerste transistoren leverden niet voldoende spanning- en stroomcapaciteit die de meeste wisselrichters nodig hebben. In 1957 kwam de thyristor of halfgeleidergestuurde gelijkrichter in gebruik, waarmee een begin werd gemaakt met wisselrichtercircuits zonder bewegende onderdelen. De commutatie (het omdraaien van de stroom op het juiste moment tijdens een omwenteling van de motor) gebeurde niet meer automatisch.

## Wisselrichters met gestuurde gelijkrichters
Bij het ontwerpen van een halfgeleidergelijkrichter moet er rekening worden gehouden met de commutatie. Een halfgeleidergelijkrichter gaat niet automatisch uit (in andere woorden: de commutatie gebeurt niet automatisch) als het regelsignaal van de gate (een stuurelektrode) wordt afgezet. Hij wordt alleen uitgeschakeld als de voorwaartse stroom naar nul is gedaald door een of ander extern proces. Gestuurde gelijkrichters die op een gelijkstroombron zijn aangesloten worden normaal gesproken tot commutatie gedwongen door de stroom tot nul terug te brengen. Zijn ze op een wisselstroombron aangesloten, dan vindt de commutatie wel vanzelf plaats, elke keer als de polariteit van de ingangsspanning wordt omgedraaid. De eenvoudigste gestuurde gelijkrichters hebben een commutatie die vanzelf plaatsvindt.
Als een apparaat nodig is dat gelijkstroom in wisselstroom omzet kan een gelijkrichter (die wisselstroom in gelijkstroom omzet) gebruikt worden door die omgekeerd in te zetten. In omgekeerde toestand werkt een gestuurde gelijkrichter als een lijncommutatiewisselrichter. In de hoogspanningsgelijkstroomtechniek kan daar gebruik van worden gemaakt. Met dit systeem kan er ook stroom opgewekt worden bij het afremmen van elektromotoren.
De ingangsstroomwisselrichter is een ander soort wisselrichter met een gestuurde gelijkrichter. Deze wisselrichter is de tegenhanger van de zesstaps-ingangsspanningswisselrichter. Bij een ingangsstroomwisselrichter wordt de ingang geconfigureerd als een stroombron in plaats van een spanningsbron. De gestuurde gelijkrichters van de wisselrichter worden in reeksen van zes opeenvolgende stappen heen- en weer geschakeld om een getrapte golfvorm naar een driefasige wisselstroombelasting te laten stromen. Bij een ingangsstroomwisselrichter wordt bijvoorbeeld belastingscommutatie of parallelle-condensatorcommutatie toegepast. In beide gevallen ondersteunt de stroomregeling de commutatie. Bij belastingscommutatie is de belasting een synchroonmotor met een voorlopende vermogensfactor: de stroom ligt voor op de spanning.
Halfgeleiders, zoals transistors die uitgezet kunnen worden met regelsignalen, komen beschikbaar met groter spanningsbereik en stroombereik. Daarom krijgen deze schakelaars de voorkeur in wisselrichtercircuits.

## Pulswaarden van gelijkrichters en wisselrichters
Gelijkrichtercircuits worden vaak ingedeeld op basis van het aantal pulsen die naar de gelijkstroomkant stromen per fase van de wisselstroom. Een enkelfasige halve-golfgelijkrichter is een eenpulscircuit en een enkelfasige volledige-golfgelijkrichter is een tweepulscircuit. Een driefasige halve-golfgelijkrichter is een driepulscircuit en een driefasige volledige-golfgelijkrichter is een zespulscircuit.
Bij driefasige gelijkrichters worden soms twee of meer gelijkrichters in serie geschakeld of parallel geschakeld om een hogere spanning of stroom te krijgen. De ingang van de gelijkrichters is aangesloten op speciale transformators die een uitvoer hebben die in fase verschoven is. Dat heeft invloed op het vermenigvuldigen van de fasen. Met twee transformators worden zes fasen verkregen, met drie transformators twaalf fasen enz. De gelijkrichtercircuits die daarbij horen zijn 12-pulsgelijkrichters, 18-pulsgelijkrichters enz.
Als gestuurde gelijkrichters in de omgekeerde modus werken, worden ze ook op basis van pulswaarden ingedeeld. Gelijkrichtercircuits met een hoge pulswaarde hebben een gereduceerde harmonische inhoud in de ingangswisselstroom en gereduceerde rimpels in de uitgangsgelijkstroom. In deze omgekeerde modus hebben deze circuits (die dan als wisselrichters werken) minder harmonischen in de wisselstroomgolfvorm bij een hogere pulswaarde.